# باربارا بال
باربارا بال (بالإنجليزية: Barbara Ball)‏، (13 يونيو 1924 - 13 مارس 2011)، طبيبة، سياسية وناشطة اجتماعية. 
كانت أول طبيبة تمارس الطب في بيرمودا، حيث قامت بمعالجة السود والبيض على حد سواء دون تمييز، وهو الأمر الغير عادي خلال فترة الخمسينيات. حيث فرض العزل العنصري بشكل صارم خلال هذه الفترة، تجاهلت بربارا بال المعايير الاجتماعية، حيث كانت تناضل بنشاط من أجل الحقوق المدنية لسكان بيرمودا السود. عملت كعضو في برلمان بيرمودا ومثلت العمال السود من خلال عملها مع اتحاد برمودا الصناعي . في عام 1963، وفي اجتماع للأمم المتحدة أقيم  بشأن الاستعمار، قامت بال بطرح قضية العمال السود على الجزيرة. في سنة 2000 حازت على وسام الإمبراطورة البريطانية.

## حياتها
ولدت بربارا بال في 13 يونيو 1924 في برمودا. كانت والدتها من البرموديين الأصليين وكان والدها نجارًا إنجليزيًا، قدم إلى برمودا للعمل في بروسبكت جاريسون. بعد إكمال باربارا تعليمها الثانوي في مدرسة برمودا الثانوية للبنات البيض، حصلت على منحة حكومية للالتحاق بكلية الطب في ليفربول. في عام 1942، التحقت بجامعة ليفربول، وتخرجت منها بعد نيلها شهادة الطب سنة 1949. 